# 城关街道 (商洛市)
城关街道，是中华人民共和国陕西省商洛市商州区下辖的一个乡镇级行政单位。

## 行政区划
城关街道下辖以下地区：
东店子社区、东关社区、西街社区、西关社区、窑头社区、和平社区、东街社区、四皓社区、迎宾路社区、商中路社区、南街村社区、陈巷村、西沟村、杏树园村、付村、郭村社区和张坡村社区。